# BellSouth

Das Logo der Gesellschaft

BellSouth war eine amerikanische Holdinggesellschaft im Bereich der Telekommunikation mit Sitz in Atlanta, Georgia. BellSouth war eine von sieben Regional Bell Operating Companies, die aus einem Kartellverfahren des US-Justizministeriums gegen AT&T im Jahre 1984 hervorgegangen sind. AT&T wurde in diesem Verfahren gezwungen seine Beteiligungen an sämtlichen regionalen Telefongesellschaften aufzugeben.
Ende des Jahres 2006 wurde die Gesellschaft erneut von AT&T erworben und wieder mit dieser verschmolzen. Die vereinigte Gesellschaft behielt die Firma AT&T und gleichzeitig wurde einige Joint Ventures zwischen den Gesellschaften so konsolidiert (Cingular Wireless, Yellowpages.com).
Die Dienste von BellSouth werden nunmehr unter den Namen AT&T South und AT&T Southeast am Markt angeboten. Die Verwendung der Firma BellSouth wurde im Juni 2007 eingestellt. 
BellSouth war die letzte der nach der Zerschlagung von AT&T entstandenen Regionalgesellschaften die noch das Bell-Logo verwendete.